# Спомен-биста Фредерику Шопену у Београду
Спомен-биста Фредерику Шопену је споменик у Београду. Налази се у парку Мањеж у општини Савски венац.

## Опште карактеристике
Споменик је постављен 5. новембра 2010. године у парку Мањеж.    Поклон је Пољске Србији, а откривен је у част двестогодишњице рођења Фредерика Шопена пољског композитора и пијанисте романтизма.
Тадашњи министри културе Србије и Пољске, Небојша Брадић и Богдан Здројевски свечано су открили скулптуру.